# 三宅泰雄
三宅 泰雄（みやけ やすお、1908年4月17日 - 1990年10月16日）は、日本の地球化学者。東京教育大学教授。

## 経歴
岡山県岡山市にて誕生。岡山県立岡山中学校、静岡県立静岡中学校、旧制静岡高等学校を経て、1931年東京大学理学部化学科を卒業。
北海道大学理学部助手、中央気象台、同台研究部（戦後はそのまま気象庁・同庁気象研究所に改称）勤務。1940年 東京大学にて、「西部北太平洋の海洋科学」の論文で理学博士号を取得。 1957年、東京教育大学教授。
1954年のビキニ事件を発端にビキニ周辺海域・大気の放射能汚染を調査、研究し、高い評価を得た。以後、海洋や大気の放射能汚染の危険性を訴えつづけた。第五福竜丸の船体の保存にも尽力。また、地球化学研究協会を設立し、日本海洋学会会長（1975-1978）、日本地球化学会会長などを務めた。地球化学研究協会が贈る「三宅賞」にその名を残す。

## 受賞
- 1967年、「天然および人工放射性同位体並びに安定同位体を中心とする海洋化学的研究」で日本海洋学会賞[1][3]。
- 1974年、日本気象学会藤原賞受賞[1]。

## 著書
- 三宅泰雄『死の灰と闘う科学者』岩波新書、1972年。 ISBN 978-4004111078
- 三宅泰雄、檜山義夫、草野信男 著、第五福竜丸平和協会 編『ビキニ水爆被災資料集』東京大学出版会、1976年、742頁。 ISBN 978-4-13-056012-2（新装版 ISBN 978-4130501835）
- 三宅泰雄『三宅泰雄科学論集 全4巻』水曜社、1978年。
- 三宅泰雄『戦争と平和と科学者と』水曜社、1984年。